# Erma Knoll
Erma Knoll (in lingua bulgara: Ерменска могила, Ermenska mogila) è un picco roccioso antartico, alto 412 m, situato nella parte superiore del Ghiacciaio Huron nei Monti Tangra dell'Isola Livingston, nelle Isole Shetland Meridionali, in Antartide.
Fu visitato per la prima volta il 17 dicembre 2004 dall'esploratore bulgaro Lyubomir Ivanov, partito dal Campo Accademia nel corso della spedizione di ricerca scientifica Tangra 2004/05.
La denominazione è stata assegnata in onore del fiume Erma, che scorre nella parte occidentale della Bulgaria.

## Localizzazione
Il picco è posizionato alle coordinate 62°38′31″S 60°08′01″W, 1,6 km a est-sudest di Kuzman Knoll, 1,3 km a nordest dello Zograf Peak e 390 m a nordest del Lozen Nunatak.
Rilevazione topografica bulgara nel corso della campagna di esplorazione scientifica Tangra 2004/05 e mappatura nel 2005 e 2009.

## Mappe
- L.L. Ivanov et al. Antarctica: Livingston Island and Greenwich Island, South Shetland Islands. Scale 1:100000 topographic map. Sofia: Antarctic Place-names Commission of Bulgaria, 2005.
- L.L. Ivanov.  Antarctica: Livingston Island and Greenwich, Robert, Snow and Smith Islands (JPG), su apcbg.org.. Scale 1:120000 topographic map. Troyan: Manfred Wörner Foundation, 2009.